# Hanna Rieger
Hanna Rieger (* 2. November 1921 in Wilhelmshaven; † 16. Januar 1985 in Ost-Berlin) war eine deutsche Schauspielerin, Synchron- und Hörspielsprecherin.

## Leben
Über das Privatleben der 1921 geborenen Hanna Rieger sind nur lückenhafte Informationen vorhanden. Die Deutsche Volksbühne in Leipzig war ihr frühestes nachgewiesenes Engagement, dem das Berliner Ensemble folgte, welches zu dieser Zeit noch im Deutschen Theater Berlin gastierte. Anschließend gehörte sie zum Ensemble des Deutschen Theaters, dem sie über 30 Jahre angehörte. Häufig stand sie für die DEFA und den Deutschen Fernsehfunk, später das Fernsehen der DDR, vor der Kamera. Ihre Stimme wusste sie bei vielen Hörspielen des Rundfunks der DDR sowie bei der Synchronisation ausländischer Filme einzusetzen.
Hanna Rieger starb 1985 in Berlin im Alter von 63 Jahren. Sie war verheiratet mit dem Kritiker, Redakteur, Schriftsteller und Kulturpolitiker Rudolf Harnisch (1921–1990), der gemeinsame Sohn ist der Journalist Hanno Harnisch (* 1952). Ihre letzte Ruhestätte befindet sich auf dem Friedhof der Dorotheenstädtischen und Friedrichswerderschen Gemeinden in der Berliner Chausseestraße.

## Filmografie
- 1952: Frauenschicksale
- 1952: Schatten über den Inseln
- 1955: Star mit fremden Federn
- 1956: Das Stacheltier: Der weiche Artur
- 1959: Ware für Katalonien
- 1959: Maibowle
- 1961: Schneewittchen
- 1963: Karbid und Sauerampfer
- 1964: Geliebte weiße Maus
- 1965: Tiefe Furchen
- 1966: Der Staatsanwalt hat das Wort: Der Rosenkavalier (Fernsehreihe)
- 1966: Columbus 64 (Fernseh-Vierteiler)
- 1967: Meine Freundin Sybille
- 1967: Der Staatsanwalt hat das Wort: Busliesel
- 1967: Die Fahne von Kriwoj Rog
- 1969: Weite Straßen – stille Liebe
- 1969: Verdacht auf einen Toten
- 1970: Junge Frau von 1914 (Fernseh-Zweiteiler)
- 1970: Mein lieber Robinson
- 1970: Effi Briest (Fernsehfilm)
- 1971: Der Staatsanwalt hat das Wort: Handelsrisiko
- 1972: Polizeiruf 110: Minuten zu spät (Fernsehreihe)
- 1974: Die Ostsee ruft (Fernsehfilm)
- 1976: Frau Jenny Treibel (Fernsehfilm)
- 1979: Chiffriert an Chef – Ausfall Nr. 5
- 1979: Spuk unterm Riesenrad (Fernsehfilm, 7 Teile)
- 1980: Radiokiller
- 1980: Polizeiruf 110: Der Hinterhalt
- 1980: Heute abend und morgen früh (Fernsehfilm)
- 1981: Suturp – Eine Liebesgeschichte (Fernsehfilm)
- 1984: Familie intakt: Reizende Ferien (TV)
- 1985: Meine Frau Inge und meine Frau Schmidt

## Theater
- 1950: Günther Weisenborn: Die Neuberin (Neuberin) – Regie: Wilhelm Gröhl/Günther Weisenborn (Deutsche Volksbühne Leipzig – Kammerspiele)
- 1951: Bertolt Brecht: Die Mutter – Regie: Bertolt Brecht (Berliner Ensemble)
- 1952: Maxim Gorki: Jegor Bulytschow und die Anderen (Glafira, Stubenmädchen) – Regie: Hans Jungbauer (Deutsches Theater Berlin)
- 1952: Alexander Kornejtschuk: Der Chirurg – Regie: Wolfgang Langhoff (Deutsches Theater Berlin)
- 1958: George Bernard Shaw: Der Mann des Schicksals / Blanco Posnets Erweckung – Regie: Karl Paryla (Deutsches Theater Berlin – Kammerspiele)
- 1962: Peter Hacks: Die Sorgen und die Macht (Clementine Hoffmann) – Regie: Wolfgang Langhoff (Deutsches Theater Berlin)
- 1962: Seán O’Casey: Rote Rosen für mich – Regie: Ernst Kahler (Deutsches Theater Berlin)
- 1962: Friedrich Schiller: Wilhelm Tell – Regie: Wolfgang Langhoff (Deutsches Theater Berlin)
- 1964: Horia Lovinescu: Fieber (Dorfweib) – Regie: Gotthard Müller  (Deutsches Theater Berlin)
- 1964: Johannes R. Becher: Der Große Plan – Regie: Wolf-Dieter Panse (Deutsches Theater Berlin)
- 1964: Wiktor Rosow: Unterwegs – Regie: Hans-Diether Meves (Deutsches Theater Berlin)
- 1966: Alexander Ostrowski: Wie man Karriere macht (Betrügerin) – Regie: Wolf-Dieter Panse (Deutsches Theater Berlin – Kammerspiele)
- 1971: Hans-Dieter Schmidt nach Erwin Strittmatter: Tinko (Großmutter Kraske) – Regie: Peter Ensikat (Theater der Freundschaft Berlin)
- 1971: Rolf Schneider: Einzug ins Schloß – Regie: Hans-Georg Simmgen (Deutsches Theater Berlin)
- 1974: Maxim Gorki: Die falsche Münze – Regie: Ulrich Engelmann (Deutsches Theater Berlin – Kammerspiele)
- 1976: Georg Hirschfeld: Pauline (Paulines Mutter) – Regie: Alexander Lang (Deutsches Theater Berlin – Kammerspiele)
- 1977: Alexander Lang: Das Biest des Monsieur Racine (Oberst) – Regie: Alexander Lang (Deutsches Theater Berlin – Kleine Komödie)
- 1983: Johann Wolfgang von Goethe: Faust. Der Tragödie zweiter Teil – Regie: Friedo Solter (Deutsches Theater Berlin)

## Hörspiele
- 1951: Alexander Kornejtschuk: Der Chirurg (Christina Archipowna) – Regie: Werner Stewe (Hörspiel – Deutschlandsender (DDR))
- 1953: Michail Scholochow: Neuland unterm Pflug – Regie: Wolfgang Schonendorf (Hörspiel – Rundfunk der DDR)
- 1957: Günter Schiffel: Einer von vielen (Madame Pirot) – Regie: Theodor Popp (Kinderhörspiel/Kurzhörspiel – Rundfunk der DDR)
- 1958: Helmut Baierl: Die Feststellung (Bäuerin) – Regie: Herwart Grosse (Hörspiel – Rundfunk der DDR)
- 1959: Joachim Ret: Die Zange (Erna, Moosbachs Frau) – Regie: Werner Grunow (Hörspiel – Rundfunk der DDR)
- 1962: Horst Berensmeier: Manko – Regie: Fritz-Ernst Fechner (Kriminalhörspiel – Rundfunk der DDR)
- 1965: Heinz Knobloch: Pardo für Bütten – Regie: Wolfgang Brunecker (Kinderhörspiel – Rundfunk der DDR)
- 1966: Bernhard Seeger: Hannes Trostberg – Regie: Theodor Popp (Hörspiel, 1. Teil – Rundfunk der DDR)
- 1966: Jadwiga Skotnicka: Newtons dritter Satz – Regie: Wolfgang Brunecker (Hörspiel – Rundfunk der DDR)
- 1967: Michail Scholochow: Fremdes Blut – Regie: Werner Grunow (Hörspiel – Rundfunk der DDR)
- 1967: Horst Girra: Rosenweg Nr. 23 – Regie: Joachim Gürtner (Kriminalhörspiel aus der Reihe Spuren, Teil 4 – Rundfunk der DDR)
- 1968: Bodo Uhse: Das Motorrad – Regie: Werner Grunow (Hörspiel – Rundfunk der DDR)
- 1968: Willi Bredel: Die Väter (Tante Lola) – Regie: Fritz-Ernst Fechner (Hörspiel, 3 Teile – Rundfunk der DDR)
- 1970: Günther Rücker: Das Modell (Mutter) – Regie: Hans Wirth (Hörspiel – Rundfunk der DDR)
- 1970: Wil Lipatow: Viktoria und die Fischer (Anissja) – Regie: Theodor Popp/Barbara Plensat (Hörspiel – Rundfunk der DDR)
- 1971: Liselotte Welskopf-Henrich: Jan und Jutta – Regie: Theodor Popp (Hörspiel – Rundfunk der DDR)
- 1971: Dieter Schubert: Der Löwe frisst keine Fische – Regie: Maritta Hübner (Kinderhörspiel – Rundfunk der DDR)
- 1973: Linda Teßmer: Am schwarzen Mann (Krankenschwester) – Regie: Joachim Staritz (Hörspiel – Rundfunk der DDR)
- 1973: Friedhold Bauer: Die verzauberte Lu (Frau) – Regie: Maritta Hübner (Kinderhörspiel – Rundfunk der DDR)
- 1974: Ernst Röhl: Minna Plückhahn will es wissen (Minna Plückhahn) – Regie: Fritz-Ernst Fechner (Hörspiel – Rundfunk der DDR)
- 1974: Jobst Rapp: Eine rätselhafte Reise – Regie: Rüdiger Zeige (Kinderhörspiel/Rätselsendung – Rundfunk der DDR)
- 1974: Nikolai Ostrowski: Wie der Stahl gehärtet wurde (ältere Wäscherin) – Regie: Andreas Scheinert (Litera)
- 1975: Vytautas Petkevičius: Baumlang, Spannenhochs Sohn (Mutter Dorothea) – Regie: Peter Groeger (Kinderhörspiel – Rundfunk der DDR)
- 1975: Joachim Witte: Die Schlange (Frau Buttenschuh) – Regie: Joachim Witte (Hörspielreihe: Neumann, zweimal klingeln – Rundfunk der DDR)
- 1976: Gerhard Jäckel: Sieg und Platz auf Blue Bird (Nachbarin) – Regie: Fritz-Ernst Fechner (Kriminalhörspiel – Rundfunk der DDR)
- 1976: Rainer Lindow: Nachmittag am Telefon (Küchenfrau) – Regie: Christa Kowalski (Kinderhörspiel – Rundfunk der DDR)
- 1977: Günter Bialowons: Nachtgesichter (Lina) – Regie: Achim Scholz (Kurzhörspiel – Rundfunk der DDR)
- 1977: Jan Flieger: Der Weg über die Anden (alte Frau) – Regie: Rüdiger Zeige (Kinderhörspiel – Rundfunk der DDR)
- 1978: Helmut Bez: Jutta oder Die Kinder von Damutz (alte Frau) – Regie: Fritz Göhler (Hörspiel – Rundfunk der DDR)
- 1978: Jan Eik: Kleines Haus am Wald (Rosa) – Regie: Achim Scholz (Kriminalhörspiel/Kurzhörspiel – Rundfunk der DDR)
- 1979: Achim Scholz: Eisgänger (Walli Teets) – Regie: Achim Scholz (Kriminalhörspiel/Kurzhörspiel – Rundfunk der DDR)
- 1979: Friedrich Wolf: Purzel Weißfell – Regie: Maritta Hübner (Kinderhörspiel, 3 Teile – Rundfunk der DDR)
- 1980: Ulrich Waldner: Tante Leni greift ein (Blöhdorn) – Regie: Joachim Gürtner (Hörspielreihe: Neumann, zweimal klingeln – Rundfunk der DDR)
- 1980: Reinhard Griebner: Pfoten weg (Blöhdorn) – Regie: Joachim Gürtner (Hörspielreihe: Neumann, zweimal klingeln – Rundfunk der DDR)
- 1981: Dieter Müller: Polterabend – Regie: Detlef Kurzweg (Kinderhörspiel/Kurzhörspiel – Rundfunk der DDR)
- 1982: Manuel Scoza: Die unselige Reise von Yanacocha in die Zukunft (Alte) – Regie: Ingeborg Medschinski (Hörspiel – Rundfunk der DDR)
- 1982: Peter Weissflog: Das andere Ufer (Kollegin Zahn) – Regie: Achim Scholz (Kurzhörspiel – Rundfunk der DDR)
- 1983: Hans Christian Andersen: Die Schneekönigin (Lappin) – Regie: Rainer Schwarz (Kinderhörspiel – Litera)
- 1984: Sascha Petry: Treppab – Treppauf. Vier Monologe: Downstairs – Regie: Achim Scholz (Kurzhörspiel/Monolog – Rundfunk der DDR)
- 1984: Ran Bossilek/Maria Georgiewa: Goltscho-Habenichts (Petz) – Regie: Helmut Hellstorff (Kinderhörspiel – Rundfunk der DDR)

## Synchronisation
- 1951: Garen Schukowskaja als Frau Barabasch in Gesprengte Fesseln
- 1952: Emma Zjessarskaja als Schwägerin in Mainacht
- 1957: Olga Wiklandt als Heuchlerin in Don Quichote
- 1967: Olga Wiklandt als Anführerin der Räuber in Die Schneekönigin
- 1968: Wera Titowa als Hexe in Ein uraltes Märchen
- 1977: Elsa Lanchester als Jessica Marbles in Eine Leiche zum Dessert
- 1978: Marie Motlová als Kubankowa, Flaschenannahme in Die Frau hinter dem Ladentisch (Fernsehserie)
- 1978: Mária Hájková als Babka in Sie kam aus dem All
- 1978–1981: Marie Motlová als Emma, Haushälterin von Dr. Sova Senior in Das Krankenhaus am Rande der Stadt